# Sierra de Guadarrama
La sierra de Guadarrama est un massif montagneux d'Espagne, entre Ségovie et Madrid, près de Guadarrama.

## Toponymie
Le toponyme Guadarrama vient probablement de l'arabe Oued-er-rmel, fleuve des sables. C'est ainsi que se nommait anciennement le fleuve Manzanares qui naît dans ces montagnes. Il faut cependant attendre le XVIIIe siècle pour que le nom s'applique à l'ensemble du massif montagneux. Il était jusqu'alors plus courant de nommer l'endroit montes Carpetanos nom du peuple qui occupait la région il y a plus de 2 000 ans, les Carpétans.

## Géographie

### Topographie

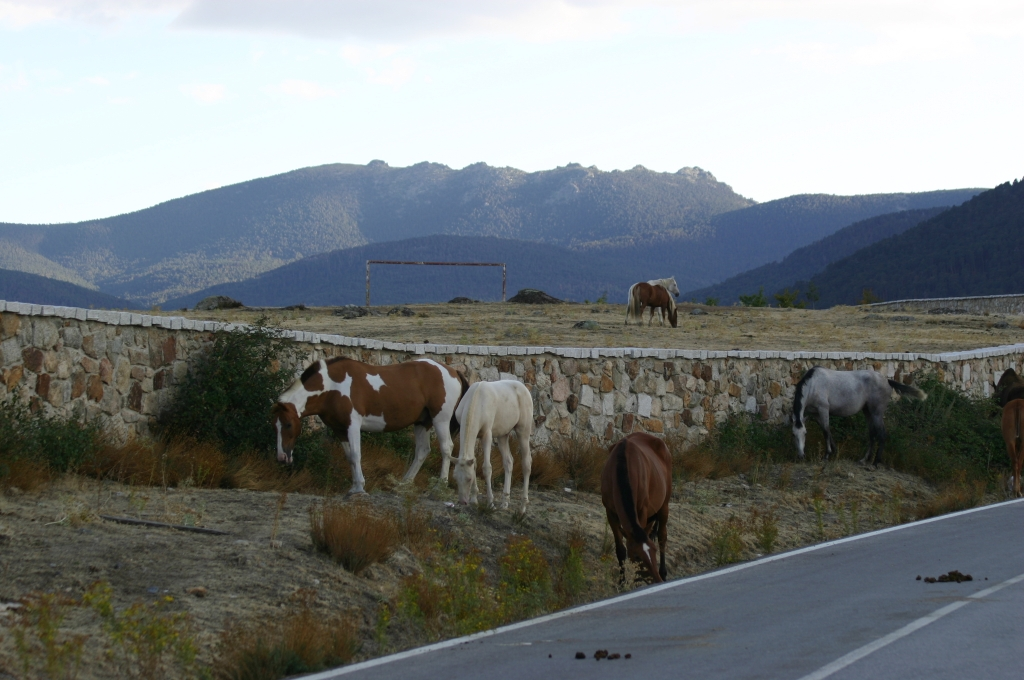
Les siete picos vus depuis Valsaín, en Castille-et-León.

Longue d'environ 80 km, la sierra de Guadarrama s'élève comme division naturelle entre les deux plateaux Nord et Sud qui constituent le centre de la péninsule Ibérique (la Meseta central). Le massif s'étend entre la vallée du fleuve Alberche qui la sépare de la sierra de Gredos et le col de Somosierra, au-delà duquel débute la sierra de Ayllón. La sierra de Guadarrama sert de frontière naturelle entre les bassins du Tage et du Douro, en leur offrant certains de leurs plus notoires affluents. Ainsi les fleuves Jarama et Guadarrama alimentent le Tage, tandis que le Duratón, le Cega et le Eresma s'offrent au Douro.
L'altitude maximale atteinte par les montagnes du Guadarrama est, avec le pic de Peñalara, de 2 428 mètres. Les coteaux les plus élevés servent à un élevage extensif qui offre une viande de très haute qualité dont l'indication géographique est protégée sous le nom de "carne de la Sierra de Guadarrama".

#### Principaux sommets
- Peñalara, 2 428 mètres
- Risco de los Claveles, 2 387 mètres
- Cabezas de Hierro, 2 383 mètres
- Risco de los Pájaros, 2 334 mètres
- Dos Hermanas, 2 285 mètres
- Cerro de Valdemartín, 2 280 mètres

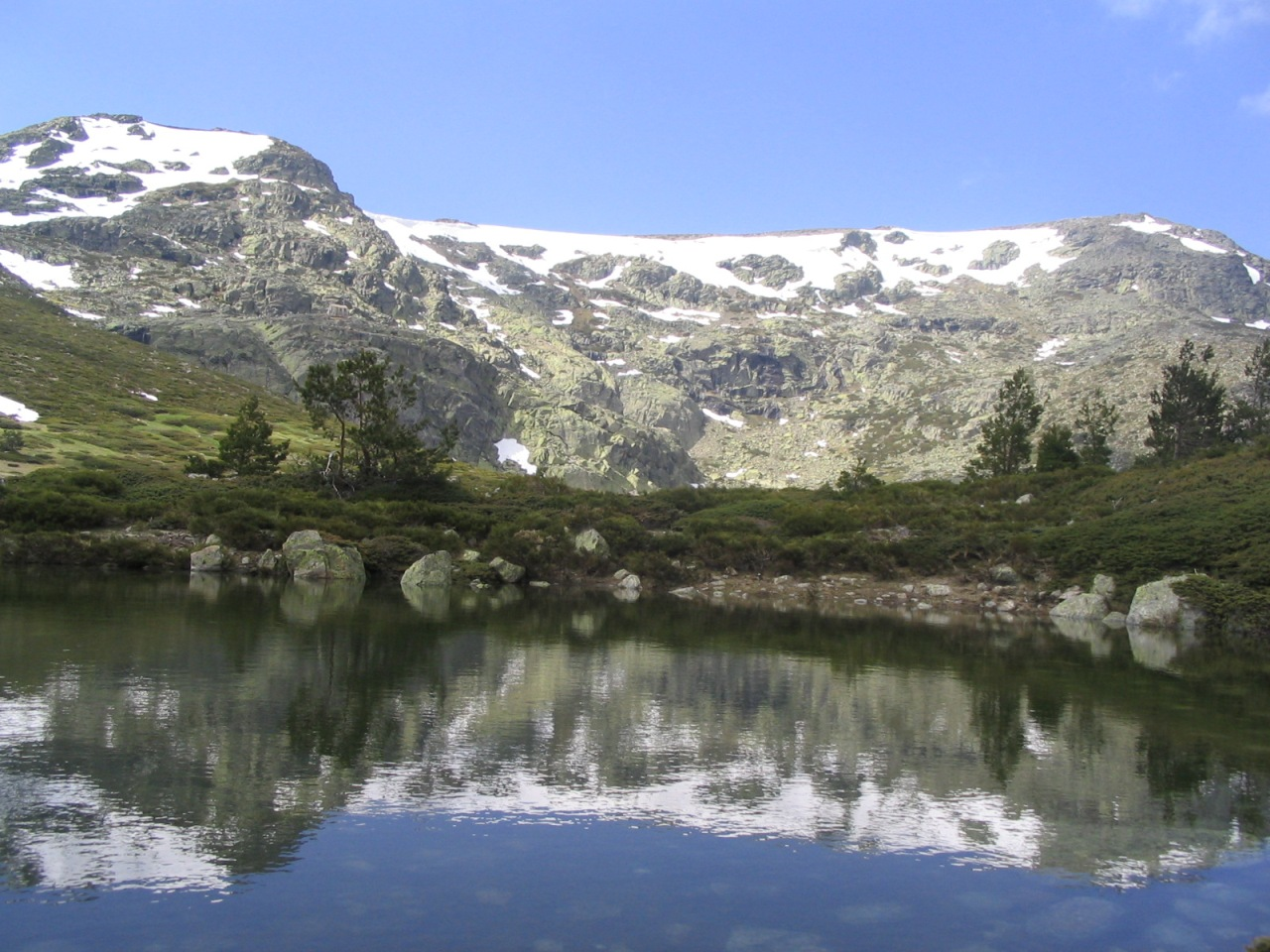
Le pic de Peñalara culmine dans la région madrilène à 2428 mètres d'altitude.

- Bola del Mundo ou Alto de las Guarramillas, 2 262 mètres
- Pandasco, 2 238 mètres
- La Maliciosa, 2 227 mètres
- El Nevero, 2 209 mètres
- Montón de Trigo, 2 161 mètres
- Siete Picos, 2 138 mètres
- La Najarra, 2 108 mètres
- Flecha, 2 078 mètres
- Peña del Águila, 2 010 mètres
- La Peñota, 1 944 mètres
- Monte Abantos, 1 753 mètres
- Le Yelmo, 1 717 mètres

### Géologie
La sierra de Guadarrama est le fruit du choc entre les plaques correspondantes aux plateaux nord et sud, toutes deux appartenant à la Meseta centrale de la péninsule Ibérique. La chaîne de montagnes se forma durant l'ère cénozoïque, cependant l'essentiel de la roche granitique qui compose ces montagnes appartient à l'orogenèse varisque. Les montagnes de la sierra de Guadarrama ont subi une importante érosion : c'est une chaîne de montagnes bien plus ancienne que les Pyrénées ou les Alpes.

### Faune et flore

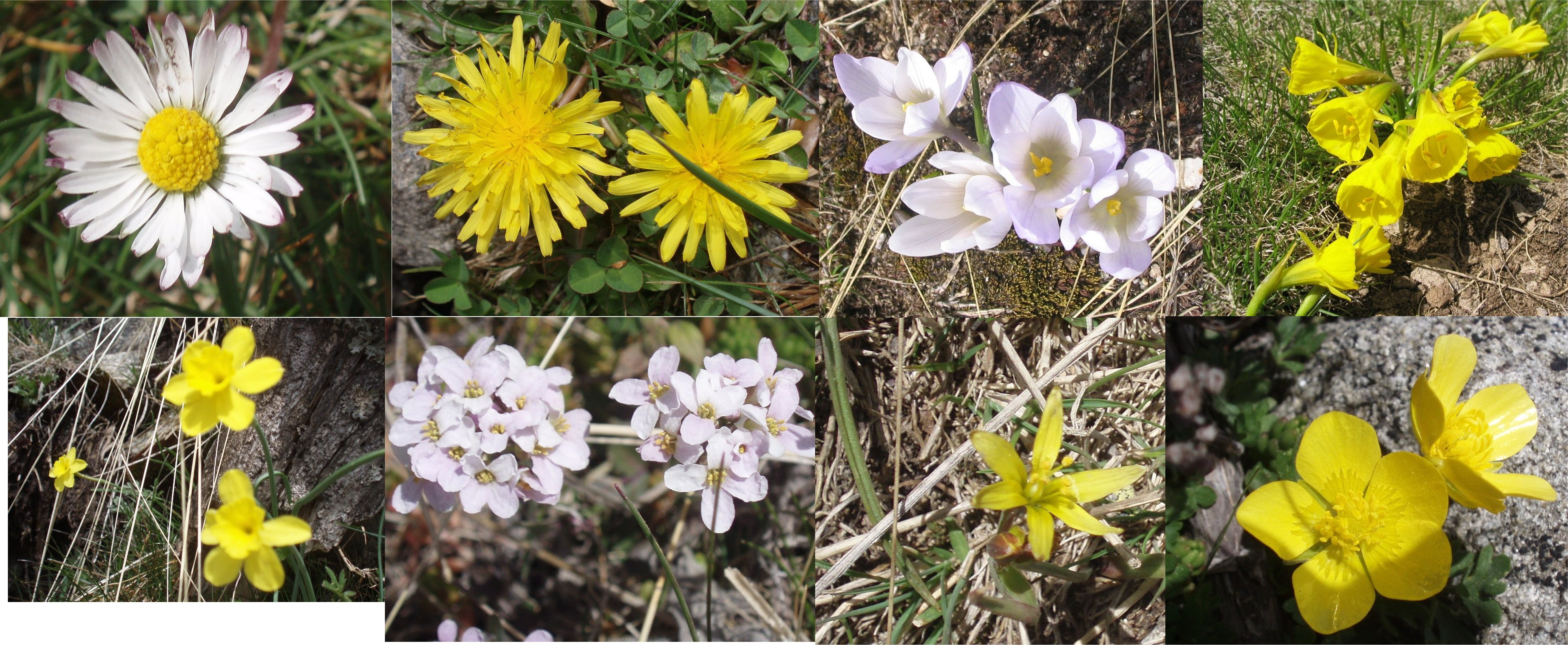
Fleurs de haute montagne du parc de Peñalara.

À une altitude plus basse, les coteaux sont peuplés de pins sylvestres et sont réputés comme étant parmi les plus belles pinèdes d'Espagne. Le bois représente par ailleurs l'une des ressources économiques traditionnelles de la région. On y trouve aussi des forêts de chênes tauzins. Tandis que la partie plus occidentale est plutôt peuplée de pins parasols, de chênes faginés et de chênes verts.

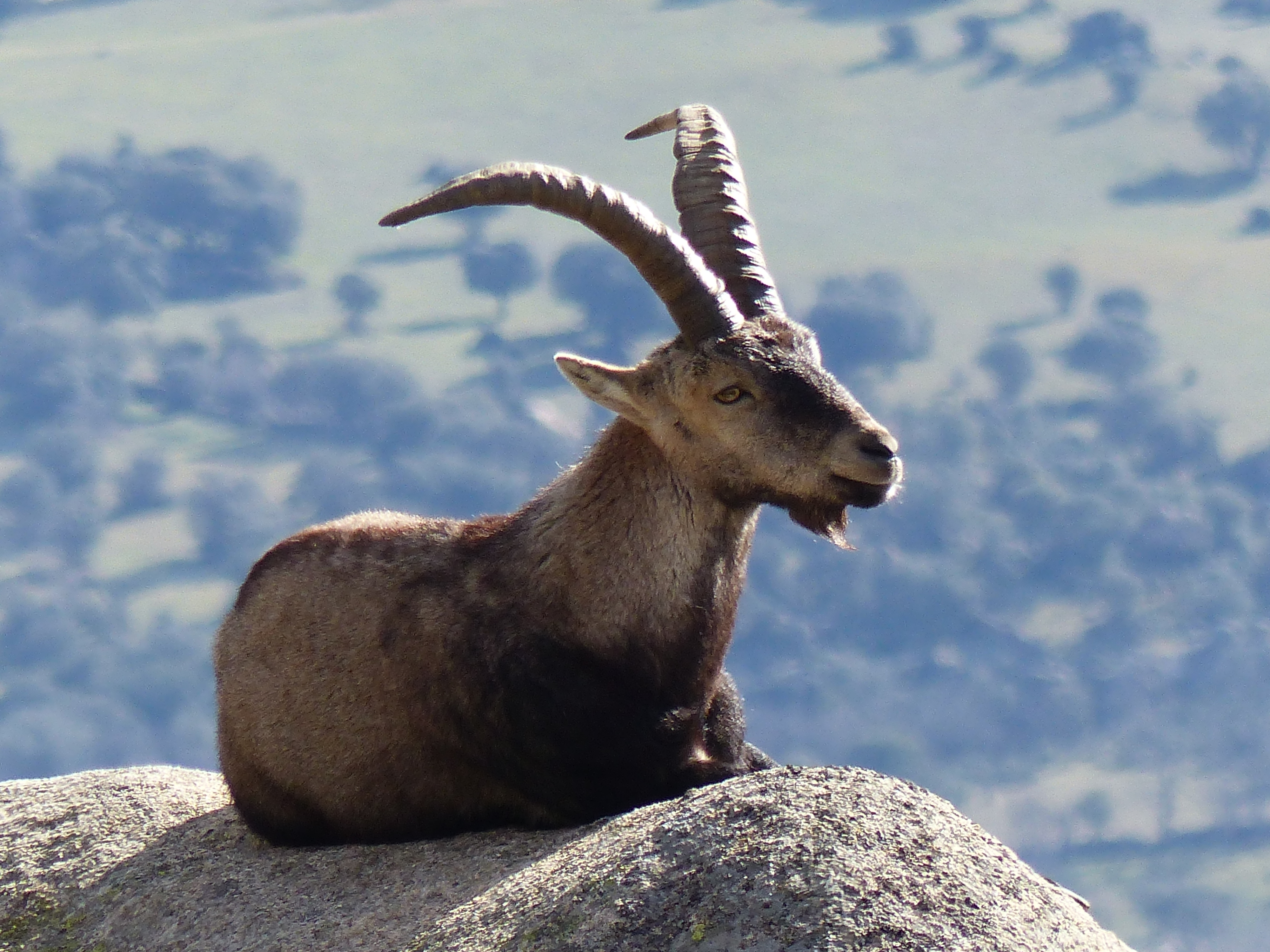
Un bouquetin ibérique à La Pedriza.

Ces écosystèmes permettent le développement d'une faune sauvage variée : des bouquetins (réintroduits en 1990), des cerfs, des sangliers, des chevreuils, des daims, des blaireaux, des mustélidés, des chats sauvages, des renards, des lièvres, etc.
La sierra de Guadarrama compte aussi avec une précieuse collection de rapaces et de vautours, tels que le circaète Jean-le-Blanc, l'aigle botté, l'aigle royal, le vautour fauve, le vautour moine, le milan noir, le milan royal, la buse variable… On y trouve aussi des hiboux grand-duc et des hiboux moyen-duc et une grande variété d'oiseaux aquatiques notamment grâce aux nombreux lacs artificiels censés alimenter Madrid en eau. La pisciculture de truites constitue par ailleurs une des ressources économiques traditionnelles de la zone.

### Climat
La sierra de Guadarrama se trouve dans une zone climatique méditerranéenne continentalisée, qui se caractérise par des températures qui varient beaucoup d'une saison à l'autre et par un été très sec. Cependant, comme pour toutes les montagnes, le climat change selon l'altitude.
Entre 800 et 1 400 mètres d'altitude, les précipitations annuelles se situent entre 700 et 800 mm. La température moyenne est entre 10 et 11 degrés Celsius, les températures maximales en été atteignent 28 °C tandis qu'en hiver les minimales atteignent −6 °C. Dans cette zone de basse montagne il neige fréquemment de décembre à février, mais la neige ne se maintient pas plus de trois jours.
Entre 1 400 et 2 000 mètres d'altitude, les précipitations annuelles se situent entre 900 et 1 000 mm. La température moyenne oscille entre 8 et 9 °C atteignant en été des températures maximales de 25 °C et en hiver des minimales de −8 °C. Dans cette zone de moyenne montagne la neige peut demeurer jusqu'au mois d'avril.
Entre 2 000 et 2 430 mètres d'altitude, les précipitations annuelles se situent entre 1 200 et 2 500 mm. La température moyenne oscille entre 6 et 7 °C atteignant en été a des températures maximales de 22 °C et des minimales en hiver −12 °C. Les neiges ne fondent habituellement qu'après le mois de mai.

## Histoire

### Peuplement
Deux villes se sont longuement disputées l'usufruit de ces montagnes. Ségovie ayant traditionnellement exploité, depuis sa fondation par les Romains, les forêts environnantes et les ressources minières, notamment grâce à la route romaine qui traverse le massif par le col de La Fuenfría. Cependant, convoitée par la cour royale installée à Madrid ou à l'Escurial, la donne territoriale changea en faveur de la province de Madrid.

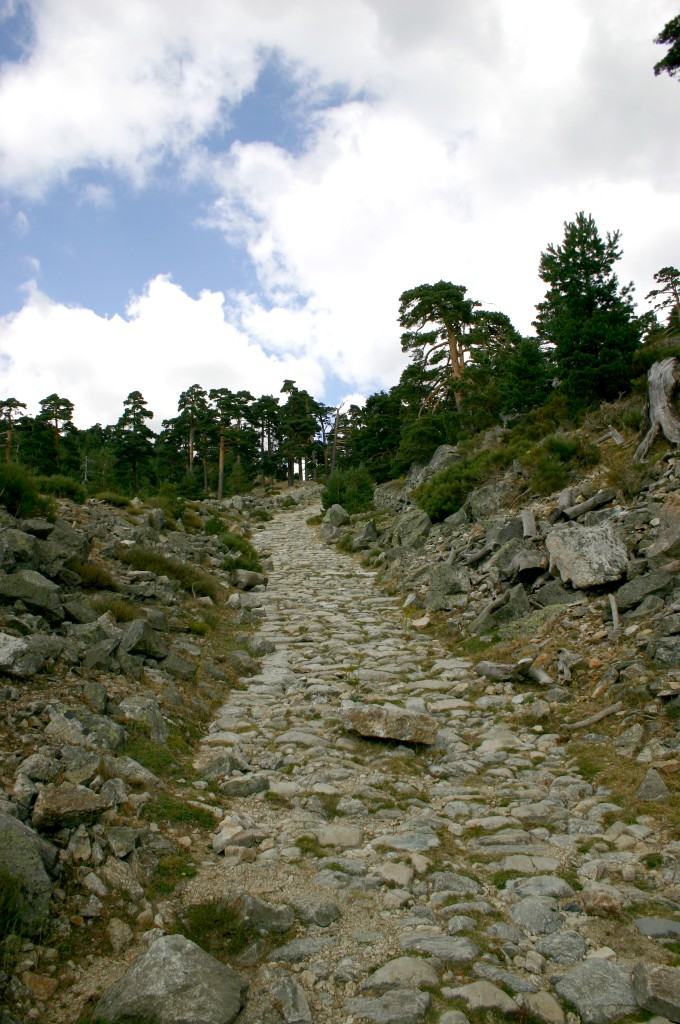
Route romaine qui mène par le col de La Fuenfría à Ségovie. C'est aussi le chemin qu'empruntent les pèlerins désireux de rejoindre Saint-Jacques-de-Compostelle.

Sa condition de barrière naturelle a fait du massif un des lieux privilégiés pour les batailles des principales guerres de la péninsule. Ainsi, pendant la Reconquista, la sierra de Guadarrama a été pendant longtemps la frontière entre l'Espagne chrétienne et les royaumes musulmans, témoins de cette époque, les villages fortifiés de Buitrago del Lozoya ou de la Pedraza.

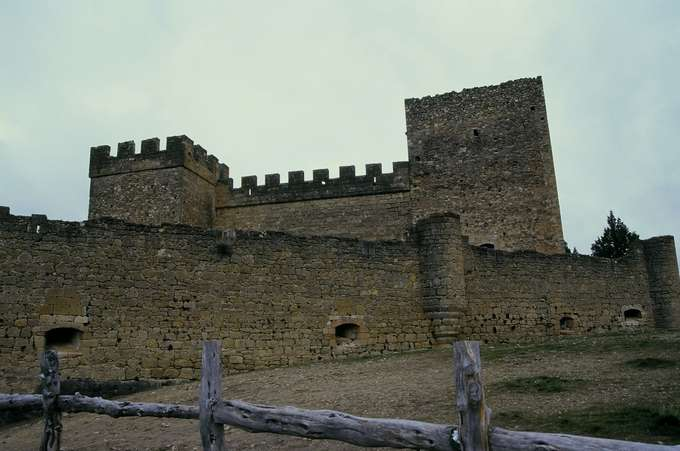
Le château de Pedraza.

Durant la période musulmane, ces montagnes furent habitées par les Berbères qui exploitèrent les coteaux pour y faire un élevage alors réputé dans tout le monde arabe.
Après la prise de Tolède, en 1085, par le roi Alphonse VI de Castille, et avec l'initiative des rois Alphonse VII et VIII, le piémont guadarraméen est progressivement réhabité. En 1273, Alphonse X de Castille concéda aux habitants des principaux cols du massif des privilèges fiscaux. Cependant le milieu demeurait hostile pour l'époque. Un chant traditionnel de noël du XVe siècle illustre bien la perception populaire des montagnes de Guadarrama :
Por las sierras de Madrid tengo que d’ir

que mal miedo he de morir

soy chequita e agraciada

en Segovia he mi morada

mas por verme desposada tengo d’ir

que mal miedo he de morir…
Par les montagnes de Madrid je dois aller

quelle peur j'ai de mourir

je suis petite et gracieuse

ma maison est à Ségovie

pour me voir mariée je dois y aller

quelle peur j'ai de mourir…
Un ambassadeur de la république de Venise, Andrea Navagero, décrivait au XVIe siècle les difficultés éprouvées à passer l'un de ces cols avec le froid. Aux aléas climatiques s'ajoutait l'insécurité des lieux souvent fréquentés par les bandoleros qui fuyaient Madrid ou Ségovie, tel que le Borgne de Pirón ou la bande des peseteros.
Pendant la guerre d'indépendance espagnole, les armées napoléoniennes s'ouvrirent la voie vers Madrid à la bataille de Somosierra le 30 novembre 1808.

### Popularisation
Les premiers signes d'intérêt pour la faune et la toponymie des lieux, apparaissent au Moyen Âge avec un ouvrage sur la chasse, le Libro de Montería, chargé par le roi Alphonse XI. Le Libro de buen amor écrit au XIVe siècle par l'arcipreste de Hita situe quelques-unes de ses péripéties amoureuses sur le chemin tortueux qui mène à Ségovie. Malgré son aspect hostile, la sierra de Guadarrama connut un intérêt croissant. La fraîcheur de ses températures estivales et la beauté de ses paysages en faisait un lieu idéal pour le recueillement, tandis que ses immenses coteaux de chasse ne laissèrent pas indifférente la noblesse castillane qui y vit un lieu idéal de villégiature. Philippe II ordonna au XVIe siècle la construction du monastère de l'Escurial. Au XVIIIe siècle, Philippe V fit construire le palais royal de la Granja.

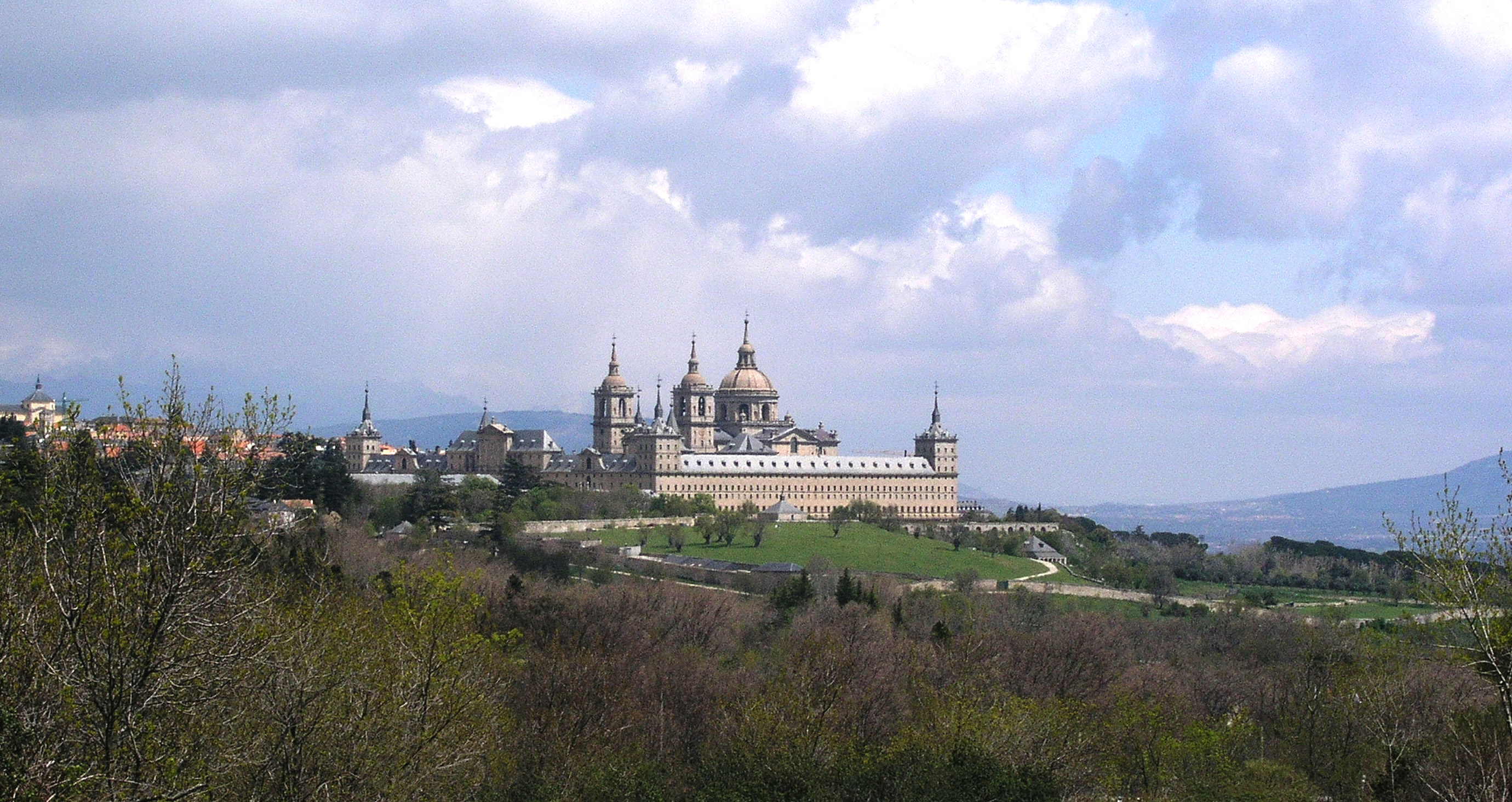
Avec le monastère de l'Escurial, Philippe II fit de la sierra de Guadarrama le centre névralgique de l'Empire espagnol.

De nombreux écrivains français s'intéressèrent aussi au massif montagneux. Théophile Gautier en offre, dans son voyage en Espagne, une belle description : 
Sous les rayons du soleil, les hautes cimes scintillaient et fourmillaient comme des basquines de danseuses sous leur pluie de paillettes d'argent ; d'autres avaient la tête engagée dans les nuages et se fondaient dans le ciel par des transitions insensibles, car rien ne ressemble à une montagne comme un nuage. C'étaient des escarpements, des ondulations, des tons et des formes dont aucun art ne peut donner l'idée, ni la plume ni le pinceau ; les montagnes réalisent tout ce que l'on rêve : ce qui n'est pas un mince éloge. Seulement on se les figure plus grandes ; leur énormité n'est sensible que par comparaison : en regardant bien, l'on s'aperçoit que ce que l'on prenait de loin pour un brin d'herbe est un pin de soixante pieds de haut. (…)

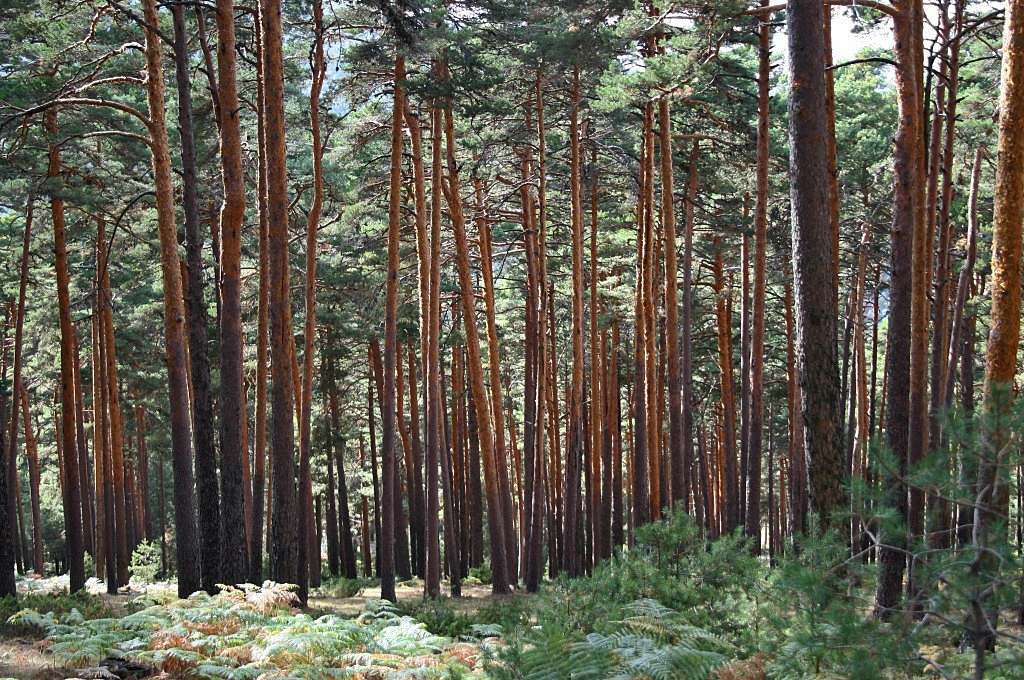
« l'on s'aperçoit que ce que l'on prenait de loin pour un brin d'herbe est un pin de soixante pieds de haut ».

À mesure que nous montions, les bandes de neige devenaient plus épaisses et plus larges ; mais un rayon de soleil faisait ruisseler la montagne, comme une amante qui rit dans les pleurs ; de tous côtés filtraient de petits ruisseaux éparpillés comme des chevelures de naïades en désordre, et plus clairs que le diamant. À force de grimper, nous atteignîmes la crête supérieure, et nous nous assîmes sur la plinthe du socle d'un grand lion de granit qui marque au versant de la montagne les limites de la Vieille-Castille ; au-delà, c'est la Castille-Nouvelle.
Alexandre Dumas écrivait dans de Paris à Cadix :
J'ai vu peu de paysages ayant un caractère aussi sauvage et aussi grandiose que celui que nous avions sous les yeux : à mille pieds au-dessous de nous, faisant suite à des rochers abrupts, à des précipices, tachant le versant d'épaisses ombres, s'étendait à droite une plaine sans fin, marbrée, comme la peau d'un léopard gigantesque, de larges taches fauves et de grandes bandes noires. À gauche, la vue était brusquement arrêtée par la chaîne de montagnes même que nous gravissions, et dont tous les sommets étaient couverts de neige ; enfin, au fond, Madrid piquetait de pointes blanches la brume du soir, qui s'avançait sur nous comme une inondation d'obscurité.
Giraud et Boulanger étaient dans l'enthousiasme, Boulanger surtout, moins familier avec l'Espagne que Giraud : jamais il n'avait vu si grands partis pris de lumière et d'ombre ; à tout moment il joignait les mains en s'écriant : Que c'est beau! mon Dieu, que c'est beau !
C'est ainsi que les montagnes du Guadarrama furent présentées à un large public européen. Après les mésaventures napoléoniennes qui donnèrent à ces montagnes une réputation infernale, la génération romantique redonna à la sierra de Guadarrama ses titres de noblesse.
Mais les hommes qui contribuèrent le plus à faire découvrir la sierra de Guadarrama furent sans doute Francisco Giner de los Ríos, fondateur de la Institución Libre de Enseñanza et ses disciples Constancio Bernaldo de Quirós et Manuel Bartolomé Cossío. En 1880 se fonda la Sociedad para el Estudio del Guadarrama, société pour l'étude du Guadarrama. En 1883 commencèrent les premières excursions pédagogiques de l'Institution libre d'enseignement. En 1913 Constancio Bernaldo de Quirós fonda la société des amis de Peñalara, du nom du pic plus élevé du massif, et publia de nombreux livres sur ces montagnes. C'est ainsi que fut inculquée à la fine fleur de l'intelligentsia castillane l'amour pour les montagnes. Antonio Machado, ancien élève de l'institution, et ses innombrables poèmes consacrés à la sierra de Guadarrama en demeurent l'exemple le plus brillant.
Écrire un poème sur ces montagnes semble être devenu avec le temps un exercice incontournable du poète espagnol, et nombreux sont ceux qui s'y sont adonnés tels que : Vicente Aleixandre, Carlos Fernández Shaw, Rafael Alberti ou Leopoldo María Panero.

### Guerre civile et franquisme
La sierra de Guadarrama fut le théâtre d'un des tout premiers combats de la Guerre d'Espagne, en juillet-août 1936 : la bataille de Guadarrama (es), qui vit les loyalistes bloquer la route de Madrid aux insurgés.
À partir de 1940, le régime franquiste victorieux fit édifier un mémorial grandiose en hommage à ses combattants : la Valle de los Caídos, dans la vallée de Cuelgamuros (es).

## Activités
Deux parcs naturels protègent les lieux les plus sensibles du massif :
- le parc régional du haut bassin de Manzanares, de 470 km2, déclaré réserve de biosphère par l'UNESCO.
- le parc naturel de Peñalara, de 7,68 km2.

Cependant ces dispositifs d'initiative régionale ne suffisent pas à écarter la sierra de Guadarrama du danger que représente la proximité d'une capitale de 6 millions d'habitants. C'est ainsi que l'administration de la communauté autonome de Madrid et la communauté autonome de Castille-et-León ont créé le 25 juin 2013 le parc national de la Sierra de Guadarrama d'environ 340 km2. Le projet était cependant fortement contesté pour son soi-disant laxisme face aux intérêts touristiques et immobiliers qui sont le moteur de la croissance économique régionale.
Le train de banlieue madrilène arrive jusqu'au col de Cotos, situé à 1 830 mètres d'altitude, et dessert la station de ski Navacerrada.
En 2007 est prévue l'inauguration de la ligne de train à grande vitesse entre Madrid et Ségovie qui comprend un tunnel de 28 km sous la sierra de Guadarrama.

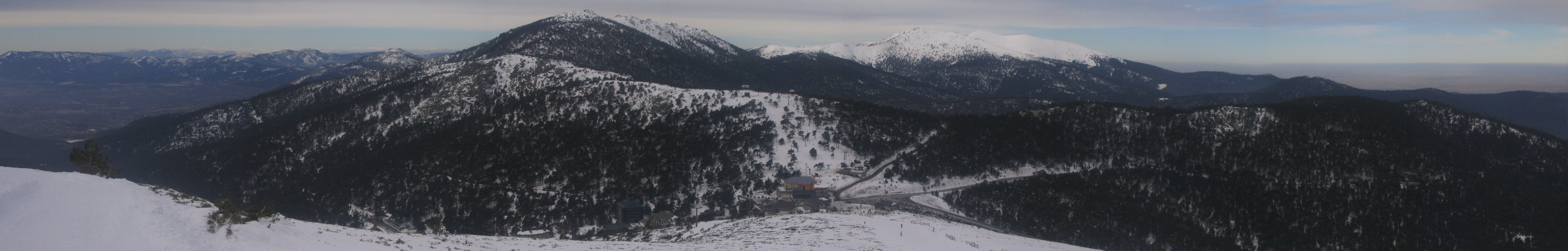
De gauche à droite on aperçoit le mont Abantos (1753 m), la Peñota (1945 m), Siete Picos (2138 m), le Montón de Trigo (2161 m), et au premier plan le col de Navacerrada (1880 m). Image prise près de la cime de la Bola del Mundo.

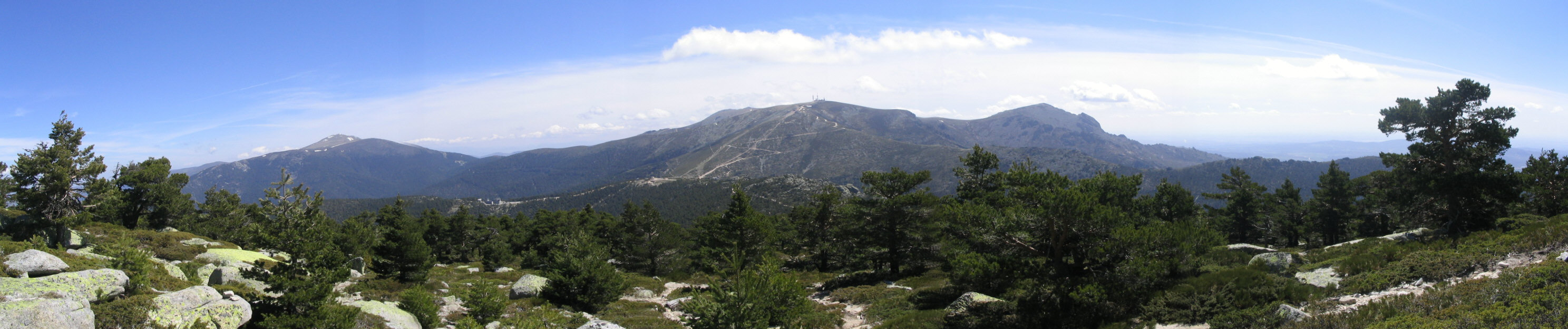
De gauche à droite on aperçoit le pic de Peñalara (2428 m), le col de Cotos (1830 m), la Bola del Mundo (2268 m) et la Maliciosa (2227 m). Image prise non loin de Siete Picos.

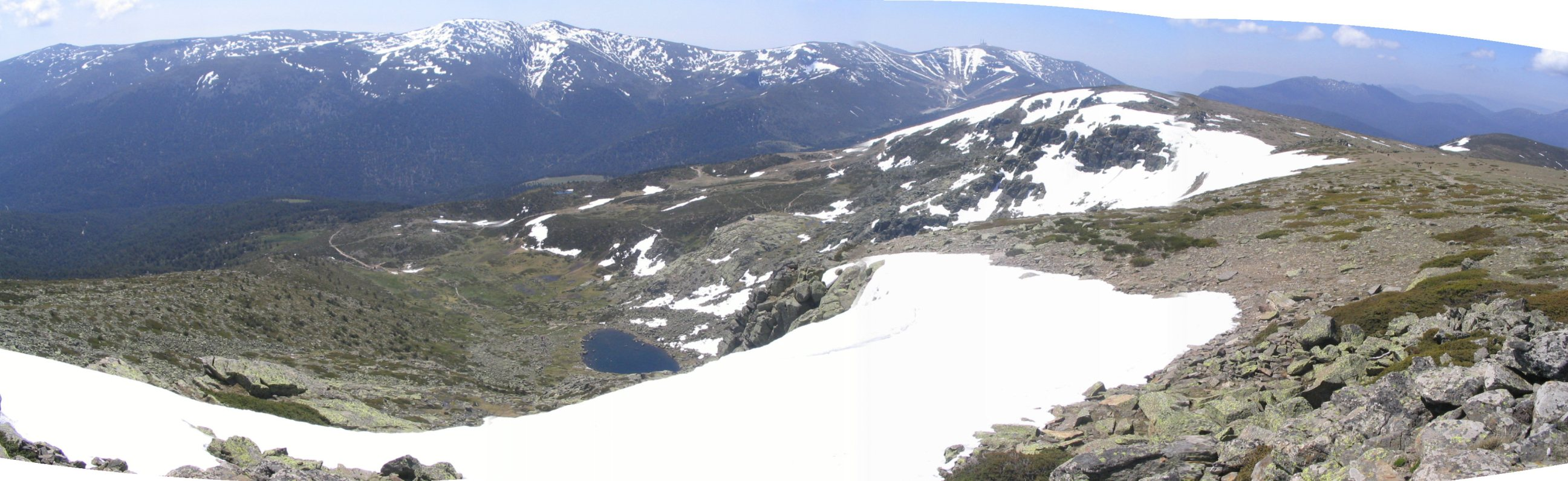
De gauche à droite on aperçoit la face Nord des deux Cabezas de Hierro (2383 m), la Bola del Mundo (2265 m), Siete Picos (2138 m), et au premier plan les lagunes et le cirque glaciaire de Peñalara. Image prise non loin du pic de Peñalara.

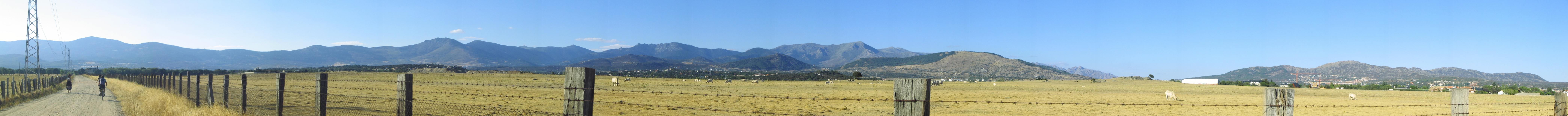
De gauche à droite on aperçoit le col de Guadarrama, la Peñota, la vallée de la Fuenfría avec son col, Siete Picos, la Bola del Mundo, la Maliciosa, les Cabezas de Hierro, le Yelmo et la sierra del Hoyo. Image prise depuis l'Escurial.

Hiver
Printemps
Été